# Bunga Jelitha
Bunga Jelitha (Yakarta, Indonesia, 6 de septiembre de 1991 (33 años)) es una modelo y actriz indonesia, fue la ganadora del certamen Puteri Indonesia 2017, quien representó a dicho país en Miss Universo 2017.

## Primeros años
Bunga Jelitha nació en Yakarta. Ella siempre ha estado interesada en modelar y actuar y ha tenido su parte de experiencia. Es su sueño ver a sus padres felices y también le gusta probar cosas nuevas para aportar versatilidad en la vida. Actualmente es estudiante de comunicación en la Universidad Esa Unggul, Yakarta.